# Paweł Jaroszewicz
Paweł „Paul” Jaroszewicz (znany również jako Virus) (ur. 20 października 1985 w Świdniku) – polski perkusista, muzyk sesyjny. Paweł Jaroszewicz znany jest przede wszystkim z występów w deathmetalowej grupie muzycznej Vader, której był członkiem w latach 2008–2011. Wraz z zespołem otrzymał nagrodę polskiego przemysłu fonograficznego Fryderyka w kategorii „album roku metal” za płytę Welcome to the Morbid Reich (2011). Był także członkiem zespołów Rootwater, Interior, Hell-Born, Lost Soul, Crionics, Thy Disease i Christ Agony. Jako muzyk sesyjny współpracował z zespołami Decapitated, Nerve, FS Projekt, Sinful, Deathbringer oraz No Emotions.
Od 2004 roku występuje w brutal deathmetalowym zespole Soul Snatcher. W 2012 roku dołączył do grindcore'owej formacji Antigama. Natomiast od 2014 roku jest członkiem death-blackmetalowej grupy Hate.

## Życiorys
W dzieciństwie przez dwa lata uczęszczał do Państwowej Szkoły Muzycznej pierwszego stopnia w Świdniku w klasie pianina, a następnie przez rok w klasie perkusji u Andrzeja Pochodyły. Szerzej grą na perkusji zainteresował się w wieku 16 lat. Pobierał lekcje gry na perkusji u Tomasza Deutryka znanego z grupy Teksasy i Lubelskiej Federacji Bardów. W 2002 roku w Świdniku razem z gitarzystą Pawłem Jatczakiem założył grupę Interior, z którą nagrał demo pt. Promo Only (2005). Natomiast w 2004 roku dołączył do lubelskiej grupy Soul Snatcher, z którą zrealizował demo Pylons of Dispersion (2007).
W 2006 roku dołączył do grupy Hell-Born, z którą rok później w białostockim Hertz Studio nagrał album pt. Darkness. Wydawnictwo ukazało się w 2008 roku nakładem Witching Hour Productions. Tego samego roku Jaroszewicz został członkiem warszawskiej grupy Rootwater, z którą nagrał album Visionism, który ukazał się w 2009 roku nakładem Mystic Production. Pod koniec 2008 roku dołączył do grupy Vader, w której zastąpił Dariusza Brzozowskiego. Tego samego roku dołączył również do formacji Crionics. Rok później wraz z Vader wystąpił m.in. podczas trasy koncertowej Winterfest 2009 wraz z takimi grupami jak Deicide, Samael czy Devian. Tego samego roku ukazał się pierwszy album Vader z Jaroszewiczem w składzie zatytułowany Necropolis.
Wydawnictwo przyniosło muzykowi, a także zespołowi nominację do nagrody polskiego przemysłu fonograficznego Fryderyka w kategorii „album roku metal”. W międzyczasie z Crionics nagrał minialbum N.O.I.R., który został wydany przez MSR Productions rok później. W 2011 roku wkrótce po nagraniu płyty Welcome to the Morbid Reich Jaroszewicz opuścił skład Vader z przyczyn osobistych. W międzyczasie dołączył do zespołów Thy Disease i Christ Agony. Natomiast w 2012 roku dołączył do grindcore'owej formacji Antigama i na krótko do deathmetalowego zespołu Lost Soul. Także w 2012 roku opuścił formacje Thy Disease i Christ Agony. W międzyczasie Jaroszewicz opuścił zespół Crionics. Latem tego samego roku jako muzyk koncertowy dołączył do Decapitated. W październiku 2013 roku muzyk opuścił zespół. Natomiast w marcu 2014 roku został oficjalnym członkiem formacji Hate.

## Instrumentarium
| Talerze perkusyjne Meinl - 14" Byzance Extra Dry Medium Hihat - 18" Byzance Extra Dry China - 18" Byzance Brilliant Medium Thin Crash - 8" Byzance Brilliant Splash - 8" Classics Traditional High Bell - 10" Byzance Brilliant Splash - 22" Mb20 Heavy Crash - 22" Byzance Traditional China - 13" Byzance Extra Dry Medium Hihat - 22" Mb20 Heavy Bell Ride - 20" Byzance Vintage Trash Crash |  | DrumCraft 8 Series American Walnut - 2× 22"×18" Bass Drums - 8"×7" Tom - 10"×8" Tom - 12"×9" Tom - 14"×11" Tom - 16"×16" Floor Tom - 18"×16" Floor Tom - 14"×6" werbel - 10"×5" werbel Osprzęt - Rama perkusyjna Pearl Icon - Monolit Czarcie Kopyto Naciągi firmy Evans - Tomy – Evans EC-2Clear - Bęben basowy – Evans Emad Clear |

## Dyskografia
- Interior – Promo Only (2005, wydanie własne)
- Soul Snatcher – Pylons of Dispersion (2007, Redrum666 Records)
- Hell-Born – Darkness (2008, Witching Hour Productions)
- Rootwater – Visionism (2009, Mystic Production)
- Vader – Necropolis (2009, Nuclear Blast)
- Sinful – XIII Апостол (2010, MSR Productions)
- Crionics – N.O.I.R. (2010, MSR Productions)
- Vader – Welcome to the Morbid Reich (2011, Nuclear Blast)
- Antigama – Stop the Chaos (EP, 2012, SelfMadeGod Records)
- Antigama – Meteor (2013, SelfMadeGod Records)
- Antigama – Antigama / The Kill / Noisear (2013, SelfMadeGod Records, split)
- Hate – Crusade:Zero (2015, Napalm Records)
- Antigama – The Insolent (2015, SelfMadeGod Records)
- God Syndrome – Controverse (2016, Mazzar Records)